# Elizabeth A. Wood
Elizabeth Armstrong Wood (Nova Iorque, 19 de outubro de 1912 – Freehold, 23 de março de 2006) foi uma geóloga e cristalógrafa norte-americana. Ela conduziu um programa de pesquisa no Bell Labs que levou ao desenvolvimento de novos supercondutores e aos lasers. É conhecida como uma grande divulgadora científica ao público leigo e por seus livros a respeito.

## Biografia
Elizabeth nasceu na cidade de Nova Iorque, em 1912. Estudou no Barnard College, onde obteve seu bacharelado e depois no Bryn Mawr College onde cursou mestrado e doutorado em geologia. Em seus anos acadêmicos, tornou-se assistente em geologia e em mineralogia, o que a levou ao cargo de pesquisadora assistente na Columbia University algum tempo depois.

## Carreira
Em 1942, seu interesse pela cristalogia a levou a trabalhar no departamento de pesquisa do Bell Labs, sendo a primeira cientista mulher da instituição. Por mais de duas décadas, ela conduziu pesquisas no programa de cristalografia, focando nas propriedades magnéticas dos cristais. Ela abordou problemas como o crescimento de cristais individuais que teriam propriedades condutoras, magnéticas e outras, bem como investigou novos materiais cristalinos com propriedades ferromagnéticas]] ou [[piezoelétricas.
Elizabeth também pesquisou transições de fase no silício, coloração de irradiação no quartzo e formas de alterar o estado de certos materiais através da aplicação de campos elétricos. Ao longo dos anos ela desenvolveu "a primeira notação sistemática para cristalografia de superfície".
Sua escrita era clara e direta para falar de ciência com o público leigo. Alguns deles são adotados no ensino médio e em cursos técnicos de várias áreas. Além de escrever sobre ciência para leigos, ela escrevia também sobre as dificuldades das mulheres na carreira científica e de como é preciso trazê-las para a pesquisa.
Elizabeth era membro da American Physical Society. Recebeu diversos doutorados honorários de várias instituições dos Estados Unidos como Wheaton College (1963), Western College, Ohio (1965) e Worcester Polytechnic (1970). Foi ativa em diversas organizações profissionais e científicas, tendo participado da fundação da American Crystallographic Association (ACA) onde se tornou sua primeira presidente em 1957.

## Morte
Elizabeth sofreu um AVC no dia 23 de março de 2006 e morreu em Freehold, Nova Jérsei, aos 93 anos.

## Legado
Em 1997, a ACA estabeleceu o E. A. Wood Science Writing Award para homenagear autores cujas publicações tenham alcançado um nível excepcional na escrita de divulgação científica para o público em geral. Entregue a cada três anos, seu primeiro homenageado foi Roald Hoffmann, ganhador do Nobel.

## Livros
- Science for the Airplane Passenger (1969); Science from Your Airplane Window (Dover reprint) revised, 2nd ed. [S.l.: s.n.] 1975
- Crystals and Light: An Introduction to Optical Crystallography (1964); Dover reprint revised, 2nd ed. [S.l.: s.n.]
- Experiments with Crystals and Light (1964)
- Crystal Orientation Manual (1963)
- Rewarding Careers for Women in Physics (1962)
- Pressing Needs in School Sciences (1962)